# Tilia mongolica
Tilia mongolica Maxim. – gatunek drzewa z rodziny ślazowatych. Występuje naturalnie w Mongolii i Chinach (w Hebei, Henan, zachodniej części Liaoning, Mongolii Wewnętrznej oraz Shanxi). 

## Morfologia

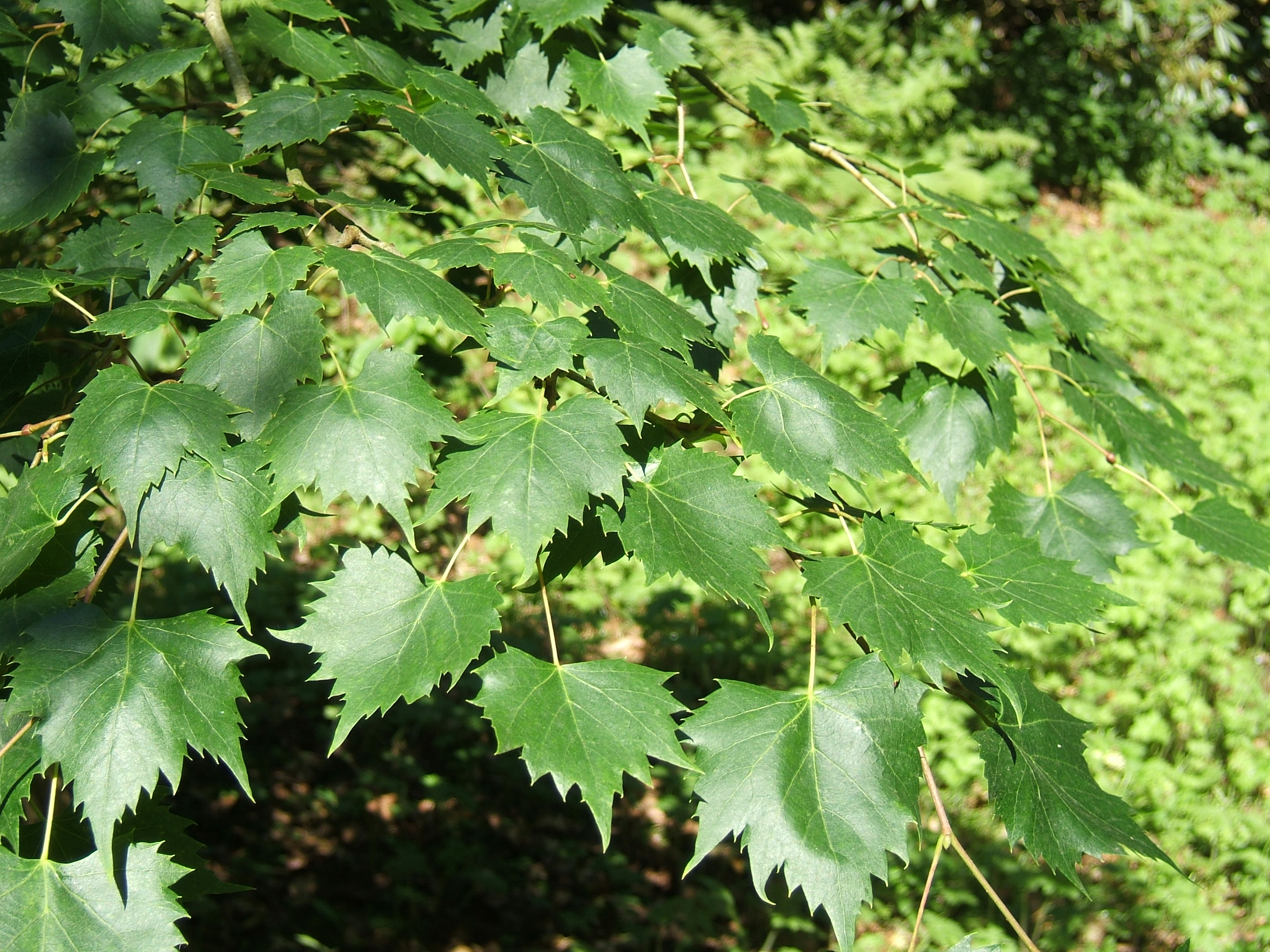
Liście

PokrójZrzucające liście drzewo dorastające do 10 m wysokości.
LiścieBlaszka liściowa ma kształt od owalnego do okrągłego. Mierzy 4–6 cm długości oraz 3,5–5,5 cm szerokości, jest piłkowana na brzegu, ma nasadę od sercowatej do ściętej i spiczasty wierzchołek. Ogonek liściowy jest nagi i ma 20–35 mm długości.
KwiatyZebrane po 6–12 w wierzchotkach wyrastających z kątów podługowatych podsadek o długości 3,5–6 cm. Mają 5 działki kielicha o lancetowatym kształcie i dorastające do 4–5 mm długości. Płatków jest 5, mają odwrotnie jajowaty kształt i osiągają do 6–7 mm długości.
OwocOrzeszki mierzące 6–8 mm średnicy, o odwrotnie jajowatym kształcie.